# Ocean Eyes
Ocean Eyes là album thứ hai của nghệ sĩ electronica Owl City. Album có mặt giọng hát của Matt Thiessen từ ban nhạc Relient K trong các ca khúc "Fireflies", "Cave In", "The Bird and the Worm" và "Tidal Wave". Nó được phát hành vào ngày 14 tháng 7 năm 2009, trên iTunes, và vào ngày 28 tháng 7 năm 2009 tại các cửa hàng với bìa đĩa là một hình ảnh về Burj al-Arab. Phiên bản chất lượng cao 2 CD phát hành vào ngày 26 tháng 1 năm 2010.

## Danh sách track
Tất cả các ca khúc được viết bởi Adam Young, trừ nơi có chú thích.
| STT | Nhan đề                                                | Sáng tác                | Thời lượng |
| --- | ------------------------------------------------------ | ----------------------- | ---------- |
| 1.  | "Cave In" (hợp tác với Matthew Thiessen)               |                         | 4:02       |
| 2.  | "The Bird and The Worm" (hợp tác với Matthew Thiessen) | Young, Matthew Thiessen | 3:27       |
| 3.  | "Hello Seattle"                                        |                         | 2:47       |
| 4.  | "Umbrella Beach"                                       |                         | 3:50       |
| 5.  | "The Saltwater Room" (hợp tác với Breanne Duren)       |                         | 4:02       |
| 6.  | "Dental Care"                                          |                         | 3:11       |
| 7.  | "Meteor Shower"                                        |                         | 2:14       |
| 8.  | "On the Wing"                                          |                         | 5:04       |
| 9.  | "Fireflies" (hợp tác với Matthew Thiessen)             |                         | 3:48       |
| 10. | "The Tip of the Iceberg"                               |                         | 3:22       |
| 11. | "Vanilla Twilight"                                     |                         | 3:51       |
| 12. | "Tidal Wave" (hợp tác với Matthew Thiessen)            | Young, Thiessen         | 3:10       |

| iTunes Bonus tracks | iTunes Bonus tracks       | iTunes Bonus tracks |
| STT                 | Nhan đề                   | Thời lượng          |
| ------------------- | ------------------------- | ------------------- |
| 13.                 | "Hello Seattle (Remix)"   | 5:53                |
| 14.                 | "If My Heart Was a House" | 4:06                |

### Bản đặc biệt
| Disc 2 | Disc 2                    | Disc 2     |
| STT    | Nhan đề                   | Thời lượng |
| ------ | ------------------------- | ---------- |
| 1.     | "Hot Air Balloon"         |            |
| 2.     | "Butterfly Wings"         |            |
| 3.     | "Rugs From Me To You"     |            |
| 4.     | "Sunburn"                 |            |
| 5.     | "Hello Seattle [Remix]"   |            |
| 6.     | "If My Heart Was A House" |            |
| 7.     | "Strawberry Avalanche"    |            |

## Đĩa đơn
- "Fireflies" là đĩa đơn đầu tiên của album, phắt hành ngày 14 tháng 7 năm 2009 ở Mỹ và 8 tháng 1 năm 2010 ở Anh.[2][3] Nó leo lên dần dần trong bảng xếp hạng Billboard Hot 100 đến khi đạt đến vị trí #7 và đứng đầu bảng vào tuần sau đó.
- "Vanilla Twilight" là đĩa đơn thứ hai từ album, phát hành trên các đài radio Mỹ ngày 26 tháng 1 năm 2010. Trong tuần "Fireflies" quán quân trên Hot 100, "Vanilla Twilight" thực hiện bước nhảy đầu tiên ở vị trí #95. Nó trở lại và đạt vị trí cao nhất trên Hot 100 tại vị trí #72 ngày 9 tháng 1 năm 2010.
- "Umbrella Beach" là đĩa đơn thứ hai của album phát hành tại Liên hiệp Anh. Nó được phát hành ngày 17 tháng 5 năm 2010 với một bản remix riêng của Kenny Hayes.[4][5]

## Xếp hạng
| Bảng xếp hạng (2009)                          | Vị trí cao nhất |
| --------------------------------------------- | --------------- |
| Album Áo (Ö3 Austria)                         | 14              |
| Album Bỉ (Ultratop Vlaanderen)                | 31              |
| Album Bỉ (Ultratop Wallonie)                  | 34              |
| Album Canada (Billboard)                      | 18              |
| Album Đan Mạch (Hitlisten)                    | 36              |
| Album Hà Lan (Album Top 100)                  | 42              |
| Album châu Âu (Billboard)                     | 14              |
| Album Pháp (SNEP)                             | 88              |
| Album Đức (Offizielle Top 100)                | 7               |
| Album Ireland (IRMA)                          | 16              |
| Album Nhật Bản (Oricon)                       | 43              |
| Album New Zealand (RMNZ)                      | 16              |
| Album Scotland (OCC)                          | 7               |
| Album Nam Phi (RISA)                          | 7               |
| Album Thụy Điển (Sverigetopplistan)           | 39              |
| Album Thụy Sĩ (Schweizer Hitparade)           | 29              |
| Album Anh Quốc (OCC)                          | 7               |
| Album Hoa Kỳ Billboard 200                    | 8               |
| Album Hoa Kỳ Top Alternative (Billboard)      | 1               |
| Album Hoa Kỳ Top Dance/Electronic (Billboard) | 1               |
| Album Hoa Kỳ Top Rock (Billboard)             | 1               |
| Album Úc (ARIA)                               | 14              |

## Chứng nhận
| Quốc gia                                                                           | Chứng nhận | Số đơn vị/doanh số chứng nhận |
| ---------------------------------------------------------------------------------- | ---------- | ----------------------------- |
| Canada (Music Canada)                                                              | Vàng       | 40.000^                       |
| Singapore (RIAS)                                                                   | Vàng       | 5.000*                        |
| Anh Quốc (BPI)                                                                     | Vàng       | 100.000^                      |
| Hoa Kỳ (RIAA)                                                                      | Bạch kim   | 1.000.000^                    |
| * Chứng nhận dựa theo doanh số tiêu thụ. ^ Chứng nhận dựa theo doanh số nhập hàng. |            |                               |